# 郝寨镇
郝寨镇，是中华人民共和国河南省南阳市社旗县下辖的一个乡镇级行政单位。

## 行政区划
郝寨镇下辖以下地区：
郝寨村、十里井村、王营村、郝庄村、石桥村、康庄村、揣洼村、韩庄村、胡里村、尤庄村、红庙村、贾庄村、胡庄村、邢庄村、张桥村、王十里村、闫台村、徐庄村、郑庄村、年庄村、李洼村、李楼村、马家村和丹阳村。